# Dasipogonàcies
Les dasipogonàcies (Dasypogonaceae) són una família de plantes angiospermes de l'ordre de les arecals (Arecales), dins del clade de les commelínides, un subclade de les monocotiledònies. Inclou una vintena d'espècies agrupades en quatre gèneres, natives del sud i l'oest d'Austràlia.

## Taxonomia
Aquesta família va ser publicada per primer cop l'any 1829, sota el nom de Dasypogoneae, a l'obra Analyse des Familles de Plantes: avec l'indication des principaux genres qui s'y rattachent pel botànic francès Barthélemy Charles Joseph Dumortier (1797-1878).

### Gèneres
Dins d'aquesta família es reconeixen els 4 gèneres següents:
- Baxteria R.Br. ex Hook.
- Calectasia R.Br.
- Dasypogon R.Br.
- Kingia R.Br.

## Història taxonòmica
Al primer sistema APG (1998) la família de les dasipogonàcies va ser reconeguda al clade de les monocotiledònies, però no va ser assignada a cap ordre concret, va restar dins del clade anomenat "commelinoids", que més tard rebria el nom de "commelinids" (les commeelínides). A la segona versió, APG II (2003), no hi va haver canvis respecte a la versió anterior. El tercer sistema APG, APG III (2009) tampoc no va modificar la seva situació atès que encara no s'havia aconseguit determinar si calia reconèixer un ordre propi, Dasypogonales o es podia incloure en algun dels ordres de les commelínides. Al quart sistema APG, APG IV (2016), finalment es va aconseguir decidir l'emplaçament de les dasipogonàcies dins les arecals, en base als estudis filogenètics que van demostrar amb un alt grau de fiabilitat la seva relació amb les arecàcies.